# 아이멘 후세인
아이멘 후세인 가드흐반(아랍어: أيمن حسين, Aymen Hussein Ghadhban, 1996년 12월 6일 ~)는 이라크의 축구 선수로 현재 카타르 스타스 리그의 알코르 SC에서 스트라이커로 활약하고 있으며 이라크 축구 대표팀의 에이스로도 활약 중이다.